# Meioneta simplex
Meioneta simplex är en spindelart som först beskrevs av James Henry Emerton 1926.  Meioneta simplex ingår i släktet Meioneta och familjen täckvävarspindlar. Inga underarter finns listade i Catalogue of Life.